# Jakub Jakub
Jakub Jakub (ang. Jacob Two-Two, 2003-2006) – kanadyjski serial animowany opowiadający o niedużym i sprytnym chłopcu, który jest najmłodszy z pięciorga rodzeństwa. Ma 16-letniego brata Daniela, siostrę Marfę i bliźniaki Emmę i Noego. Aby ktokolwiek mógł go dosłyszeć, Jakub musi wszystko powtarzać (dlatego koledzy z klasy mówią na niego Jakub Jakub). 1 seria po raz pierwszy w Polsce pojawiła się w marcu 2003, a 2 seria w sierpniu 2005.

## Wersja polska
Opracowanie wersji polskiej: na zlecenie MiniMaxa – Start International Polska

Reżyseria: Elżbieta Kopocińska-Bednarek

Dialogi polskie: Anna Niedźwiecka-Medek

Dźwięk i montaż: Hanna Makowska

Kierownik produkcji: Elżbieta Araszkiewicz

W wersji polskiej udział wzięli:
- Krzysztof Królak – Jakub Jakub
- Kajetan Lewandowski – Buford
- Iwona Rulewicz – Renee
- Anna Apostolakis – Mama Jakuba
- Paweł Szczesny – Tata Jakuba
- Joanna Jabłczyńska – Emma
- Jonasz Tołopiło – Noe

oraz
- Monika Kwiatkowska – Marfa
- Jacek Kopczyński – Daniel
- Janusz Wituch –
  - Vern (odc. 23)
  - Dwaj policjanci (odc. 23)
- Elżbieta Kopocińska-Bednarek
- Robert Tondera
- Cezary Kwieciński

i inni
Śpiewali: Anita Steciuk i Tomasz Steciuk
Lektor: Tomasz Kozłowicz

## Spis odcinków
| N/o            | Polski tytuł                                | Angielski tytuł                                    |
| -------------- | ------------------------------------------- | -------------------------------------------------- |
|                |                                             |                                                    |
| SERIA PIERWSZA |                                             |                                                    |
|                |                                             |                                                    |
| 01             | Jakub Jakub kontra Zakapturzony Kieł        | Jacob Two-Two vs. the Hooded Fang                  |
|                |                                             |                                                    |
| 02             | Jakub Jakub i diabelski pokój nauczycielski | Jacob Two-Two and the Staff Room of Doom           |
|                |                                             |                                                    |
| 03             | Jakub Jakub i skradziona karta hokejowa     | Jacob Two-Two and the Purloined Hockey Card        |
|                |                                             |                                                    |
| 04             | Jakub Jakub i nowy kierownik stołówki       | Jacob Two-Two and the Conniving Caterer            |
|                |                                             |                                                    |
| 05             | Jakub Jakub i korona                        | Jacob Two-Two and the Daily Crown                  |
|                |                                             |                                                    |
| 06             | Jakub Jakub i tajemnica napoju McGuffina    | Jacob Two-Two and the Mystery of the Malty McGuffi |
|                |                                             |                                                    |
| 07             | Jakub Jakub i sterczący kosmyk              | Jacob Two-Two and the Unlickable Cowlick           |
|                |                                             |                                                    |
| 08             | Jakub Jakub i drużyna prymusów              | Jacob Two-Two and Scholars for Dollars             |
|                |                                             |                                                    |
| 09             | Jakub Jakub i czekoladowe wyzwanie          | Jacob Two-Two and the Colossal Candy Challenge     |
|                |                                             |                                                    |
| 10             | Jakub Jakub i Operacja Bajgiel              | Jacob Two-Two and the Big Bagel Bungle             |
|                |                                             |                                                    |
| 11             | Jakub Jakub i porywacze sweterków           | Jacob Two-Two and the Notorious Knit Knapper       |
|                |                                             |                                                    |
| 12             | Jakub Jakub i duch                          | Jacob Two-Two and the Ghost                        |
|                |                                             |                                                    |
| 13             | Jakub Jakub i spleśniała groza              | Jacob Two-Two and the Mouldy Menace                |
|                |                                             |                                                    |
| 14             | Jakub Jakub i demon obśliniacz              | Jacob Two-Two and the Demon Drooler                |
|                |                                             |                                                    |
| 15             | Jakub Jakub i wehikuł czasu                 | Jacob Two Two’s Time Trials                        |
|                |                                             |                                                    |
| 16             | Jakub Jakub i zgubiony Leon                 | Jacob Two-Two and the Lost Louse                   |
|                |                                             |                                                    |
| 17             | Jakub Jakub i podwójny agent                | Jacob Two-Two and the Doubtful Double Agent        |
|                |                                             |                                                    |
| 18             | Jakub Jakub i jasnowidzące pudło            | Jacob Two-Two and the Fun Fair Fiasco              |
|                |                                             |                                                    |
| 19             | Jakub Jakub i zespołowe zapasy              | Jacob Two-Two and the Tag Team Tempest             |
|                |                                             |                                                    |
| 20             | Jakub Jakub i potwór                        | Jacob Two-Two and the Monster Mix-Up               |
|                |                                             |                                                    |
| 21             | Jakub Jakub i magiczna fontanna             | Jacob Two-Two and the Fantastic Fountain           |
|                |                                             |                                                    |
| 22             | Jakub Jakub i zaczarowana siostra           | Jacob Two-Two and the Spellbound Sibling           |
|                |                                             |                                                    |
| 23             | Jakub Jakub i żarłoczny bandyta             | Jacob Two-Two and the Furry Felon                  |
|                |                                             |                                                    |
| 24             | Jakub Jakub i przybłędy                     | Jacob Two-Two and the Pet Peeve                    |
|                |                                             |                                                    |
| 25             | Jakub Jakub i kartoflana energia            | Jacob Two-Two and the Potato Power Project         |
|                |                                             |                                                    |
| 26             | Jakub Jakub i cyborg                        | Jacob Two-Two and Renee’s Rival                    |
|                |                                             |                                                    |
| SERIA DRUGA    |                                             |                                                    |
|                |                                             |                                                    |
| 27             | Jakub Jakub razy dwa                        | Jacob Two-Two Times Two                            |
|                |                                             |                                                    |
| 28             | Antyczny złodziej głosu                     | The Vintage Voice Vortex                           |
|                |                                             |                                                    |
| 29             | Zaskakujące przebranie                      | The Surprise Disguise                              |
|                |                                             |                                                    |
| 30             | Inny wymiar skarpet                         | The Socks Dimension                                |
|                |                                             |                                                    |
| 31             | Pozalekcyjna rzeźnia                        | The After School Abattoir                          |
|                |                                             |                                                    |
| 32             | Małpie figle                                | The Simian Switcheroo                              |
|                |                                             |                                                    |
| 33             | Kłopotliwe bliźniaki                        | The Troublesome Twosome                            |
|                |                                             |                                                    |
| 34             | Pączkowe piractwo                           | The Pirated Pastry                                 |
|                |                                             |                                                    |
| 35             | Superłyżwy                                  | The Super Special Skates                           |
|                |                                             |                                                    |
| 36             | Skłócone rodzeństwo                         | The Quibbling Sibbling                             |
|                |                                             |                                                    |
| 37             | Niebezpieczny debiut                        | The Dangerous Debut                                |
|                |                                             |                                                    |
| 38             | Mól książkowy                               | The Bookworm Brouhaha                              |
|                |                                             |                                                    |
| 39             | Błotna bestia                               | The Boggie Beastie                                 |
|                |                                             |                                                    |
| 40             | Katastrofa kruchych ciasteczek              | The Crumbling Cookie                               |
|                |                                             |                                                    |
| 41             | Błąd w nadawaniu                            | Jacob Two-Two’s Broadcast Bungle                   |
|                |                                             |                                                    |
| 42             | Pranie mózgu                                | The Cranial Classroom Caper                        |
|                |                                             |                                                    |
| 43             | Złośliwy defekt                             | The Wicked Glitch                                  |
|                |                                             |                                                    |
| 44             | Wielka zamiana                              | The Big Brain Exchange                             |
|                |                                             |                                                    |
| 45             | Pupilek pani                                | The Teacher’s Pet                                  |
|                |                                             |                                                    |
| 46             | Walentynkowa katastrofa                     | The Valentine’s Day Diasater                       |
|                |                                             |                                                    |
| 47             | Molekularny chaos                           | The Molecular Mayhem                               |
|                |                                             |                                                    |
| 48             | Tajemniczy barak                            | The Puzzling Portable                              |
|                |                                             |                                                    |
| 49             | Bezcenny krążek                             | The Priceless Puck                                 |
|                |                                             |                                                    |
| 50             | Chomikowa Mata Hari                         | The Mata Hari Hamster                              |
|                |                                             |                                                    |
| 51             | Wiedźma                                     | The Halloween Hullabaloo                           |
|                |                                             |                                                    |
| 52             | Jakub Jakub i drewniany piątak              | The Wooden Nickel Knuckleheads                     |
|                |                                             |                                                    |
| SERIA TRZECIA  |                                             |                                                    |
|                |                                             |                                                    |
| 53             | (odcinek nieemitowany w Polsce)             | The Persistent Assistant                           |
|                |                                             |                                                    |
| 54             | (odcinek nieemitowany w Polsce)             | The Book Writing Wrinkle                           |
|                |                                             |                                                    |
| 55             | (odcinek nieemitowany w Polsce)             | The Rose Coloured Calamity                         |
|                |                                             |                                                    |
| 56             | (odcinek nieemitowany w Polsce)             | The Comic Book Caper                               |
|                |                                             |                                                    |
| 57             | (odcinek nieemitowany w Polsce)             | The Uber Odour                                     |
|                |                                             |                                                    |
| 58             | (odcinek nieemitowany w Polsce)             | The Perfect Present                                |
|                |                                             |                                                    |
| 59             | (odcinek nieemitowany w Polsce)             | The Too Big Tomato                                 |
|                |                                             |                                                    |
| 60             | (odcinek nieemitowany w Polsce)             | The Soap Box                                       |
|                |                                             |                                                    |
| 61             | (odcinek nieemitowany w Polsce)             | The Robot Rescue                                   |
|                |                                             |                                                    |
| 62             | (odcinek nieemitowany w Polsce)             | The Hockey Seat Hoopla                             |
|                |                                             |                                                    |